# Ernestia rudis
Ernestia rudis är en tvåvingeart som först beskrevs av Carl Fredrik Fallén 1810.  Ernestia rudis ingår i släktet Ernestia, och familjen parasitflugor. Arten är reproducerande i Sverige.